# Ducala
Ducala ( em árabe: دكالة, em berbere: ⵉⴷⵓⴽⴰⵍⵏ) é uma região natural de Marrocos composta por planícies e florestas férteis. Hoje faz parte da região administrativa de Casablanca-Settat. É uma planície que se estende do Oceano Atlântico, ao sul de Sidi Rahal Chatai, até cerca de 50 km mais ao sul e à mesma distância para leste. Os principais centros urbanos são Sidi Smail, Sidi Bennour, Had Ouled Frej e Zemamra, dos quais Sidi Bennour é o que apresenta mais rápido desenvolvimento. É uma região predominantemente agrícola, com poucas atrações turísticas.

## História
Historicamente, Ducala era uma confederação de tribos Amazigh, que ocupavam o território entre os rios Oum Er-Rbia e Tensift, e do Oceano Atlântico até Jbilate, perto de Marraquexe. Faziam parte de uma confederação tribal muito maior, a de Barghawata, que se estendia de Anfa a Tensift, e foi um estado independente de 744 d.C. a 1058 d.C.
Os Ducala agregavam as tribos Masmuda (Ragraga, Hazmira, Banu Dghugh, Banu Magir e Mushtarayya ou Mouchtaraia), juntamente com as tribos Sanhaja, estas minoritárias no conjunto. Os Sanhaja ocupavam a costa atlântica entre Azamor e a região a sul de El Jadida.
Quando os almóadas, sob o comando de Abde Almumine, capturaram a cidade de Marraquexe em 1147, os Ducala tomaram partido contra eles e a favor da dinastia almorávida. Foram derrotados por Amumine e aniquilados, com as mulheres e as crianças vendidas como escravos. Almumine trouxe tribos beduínas árabes menos rebeldes para colonizar a área, incluindo os Banu Hilal, uma coaligação de tribos que tinha derrotado anteriormente na Tunísia. Entre as tribos que posteriormente se deslocaram para a região contam-se os al-Maquil. Em 1250, dos Ducala, apenas os Ragraga resistiam intactos depois da conquista e subsequente povoação por tribos orientais.
Desde a chegada dos Banu Hilal, houve uma fusão linguística e cultural contínua entre as populações da região. Continuou a ser possível distinguir claramente o elemento nativo berbere do árabe até o século XVI. Contudo, a arabização linguística acabou por prevalecer. Quando o capitão James Riley visitou a região em 1770, escreveu: "nas províncias de Abdah e Duquella, que são inteiramente povoadas por árabes que vivem em tendas e em estado primitivo ou nómada (as suas tendas são feitas dos mesmos materiais e montadas da mesma maneira que as dos árabes no deserto), observei que essas pessoas eram de uma pele muito mais clara do que as do deserto; mas essa circunstância, com toda a probabilidade, devia-se ao clima ser mais temperado; ao facto de estarem menos expostos aos raios solares e mais bem protegidos pelo seu vestuário; ainda assim, suas feições eram quase as mesmas, e as de ambos têm uma forte semelhança com as dos judeus berberes, que também têm olhos negros e narizes árabes".
Também vale a pena mencionar que há duas fações: os Chiadma, que estão associados aos Chiadma e aos Chtouka de Chtouka Ait Baha, que foram realojados para Ducala, ao norte do rio Oum Er-Rbia.
No final do protetorado francês (c. 1950), viviam em Ducala 372.269 muçulmanos, 2.680 europeus e 3.933 judeus.

## Geografia

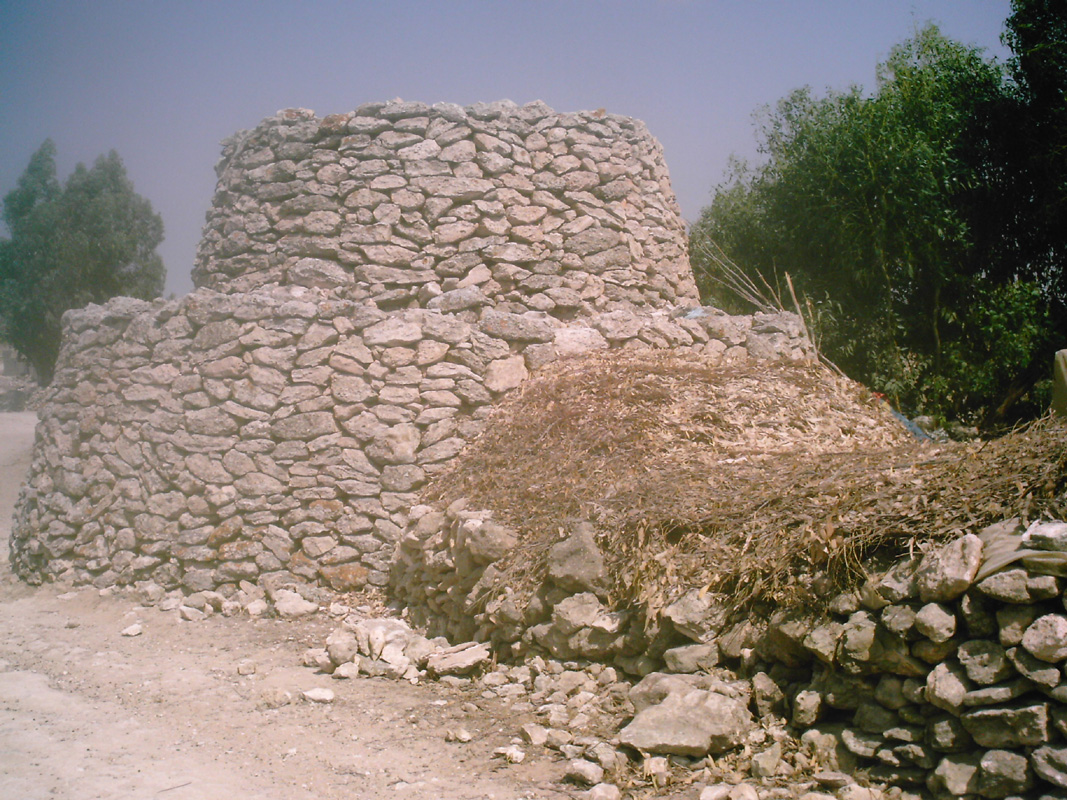
Uma "tazota", arquitetura antiga típica encontrada apenas na região de Ducala

A região de Ducala está dividida em três sub-regiões, paralelas ao litoral.
- A Oulja (árabe: الولـجة), ao longo da praia, com agricultura hortícola.
- O Sahel (árabe: الساحل), cerca de 20 km para o interior, uma região pedregosa, adequada apenas para criação de ovelhas.
- A rica planície, com trigo, beterraba sacarina e criação intensiva de gado .

A única montanha existente faz fronteira com a planície de Rahamna e chama-se Jbel Lakhdar (em árabe: جبل لخضر), que significa "montanha verde".
A zona de planície está sujeita a inundações. Entre Sidi Bennour e Larbaa Ouled Amrane, em épocas de grande pluviosidade, forma-se um lago temporário, a que se dá o nome de Ouarar (árabe: ورار). A sua maior superfície foi registada em 1916, 1966 e 2008.

## Galeria

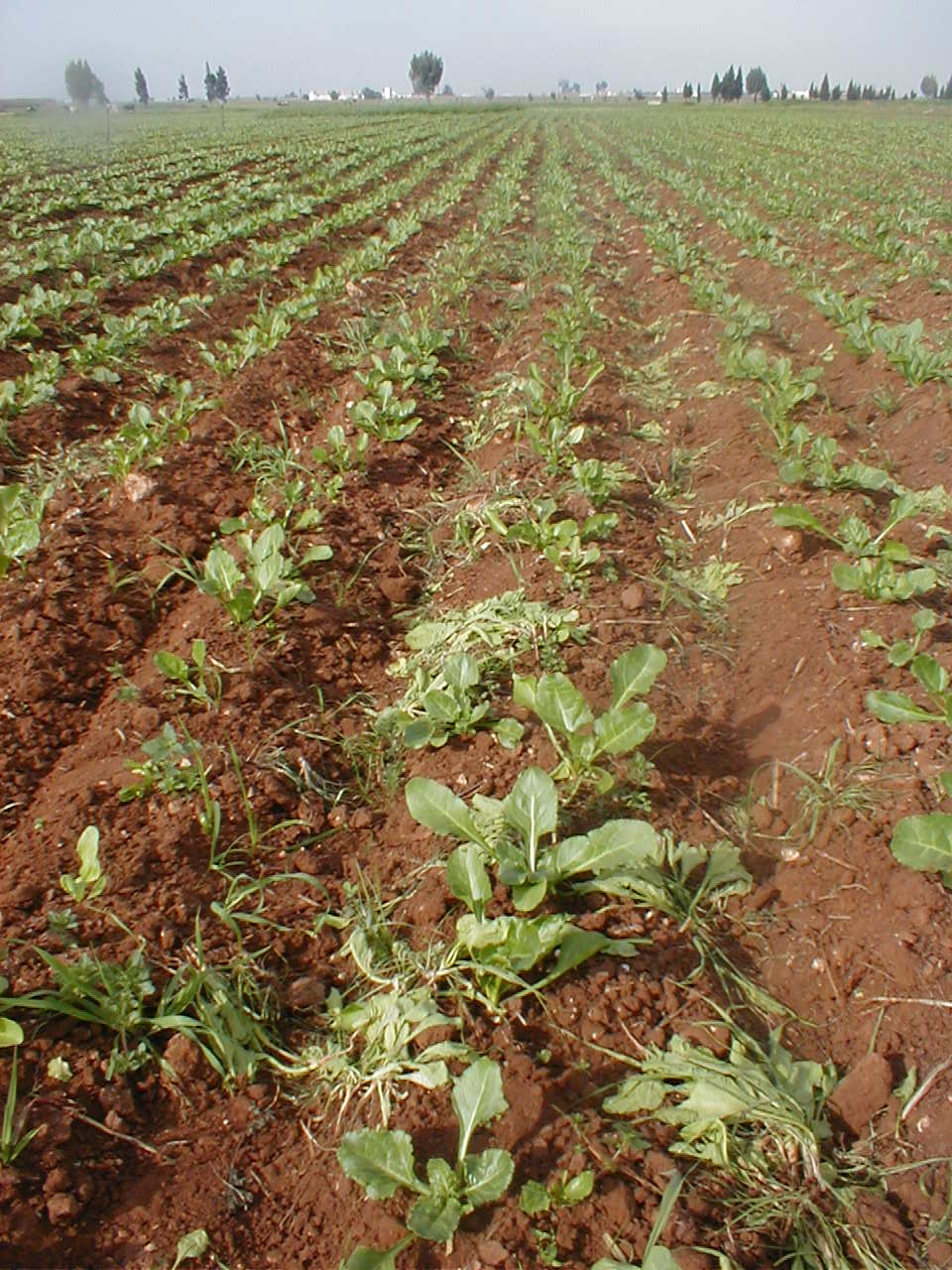
Cultivo de beterraba sacarina em Sidi Smail
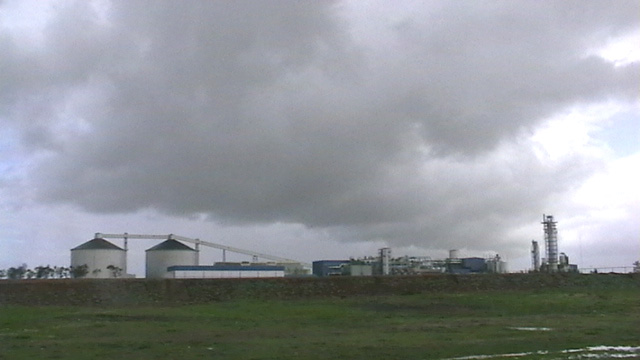
Fábrica de açúcar em Sidi Bennour
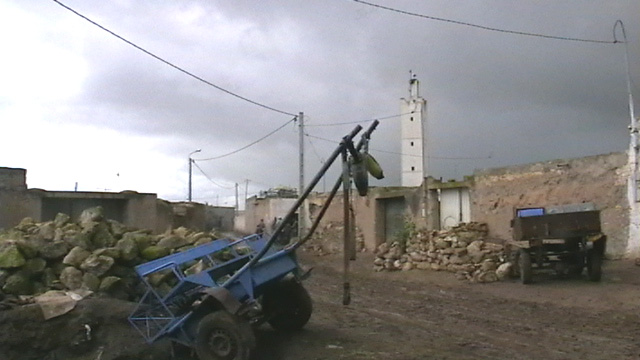
Centro de uma aldeia típica de Ducala (Mwarid, Oulad Bou Hmam)
Ouarar, um lago natural temporário, em 2008, inundando uma casa construída na década de 1970
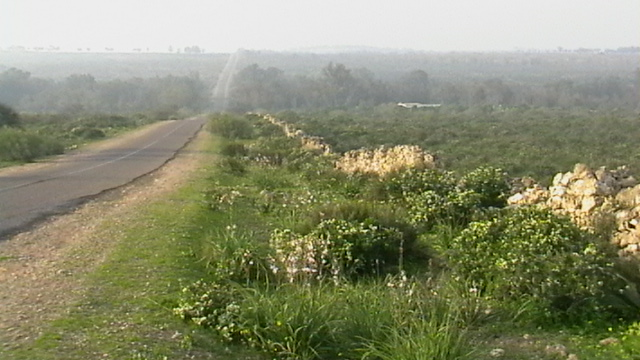
Sub-região do Sahel